# Elifoot
Elifoot é um jogo de computador estilo manager no qual o jogador é capaz de controlar um clube de futebol, escolhendo o esquema tático, escalando futebolistas, vendendo-os, comprando-os, alterando seus salários, ampliando estádios, pedindo empréstimos bancários, entre outros deveres de um dirigente de futebol. Apesar de não ter sido o primeiro jogo do gênero manager, Elifoot ganhou a alcunha de Pai dos Managers, já que foi o primeiro game deste estilo para PC acessível a todos e com suporte a múltiplos jogadores.
Segundo o site TechTudo, nenhum jogo eletrônico de futebol estilo manager marcou tanto a história do gamer brasileiro como o Elifoot. Conforme a reportagem: "por seu sistema de jogo super simples, pouquíssima exigência de hardware e alto nível de diversão, o game é até hoje um dos mais bem sucedidos no Brasil."
O jogo foi desenvolvido pelo português André Elias, com sua primeira versão feita em 1987 para ZX Spectrum. É revendido no Brasil pela SiliconAction desde 2004.

## História
| “ | "O Elifoot foi feito pela primeira vez para o ZX Spectrum na linguagem BASIC. Este computador se tornou popular em Portugal por volta de 1985. Havia o Football Manager, um jogo manager à altura, mas só dava para um único jogador. Queria jogar com os amigos, mas contra eles, e como não existia o que queria, resolvi criar. Assim, fiz um jogo para eu próprio jogar." | ” |

Em 1987 o programador e piloto de avião português André Elias criou um jogo orientado para o papel de técnico, onde o importante eram os conceitos de liderança. As escolhas do plantel, das tácticas e das missões em campo mais do que as fintas, os remates certeiros e as defesas impossíveis.
Segundo ele, o jogo começou por ser uma brincadeira feita no ZX Spectrum e distribuída entre colegas, nos tradicionais diquetes. "Elifoot II", 3a atualização lançada dois anos após a primeira versão, era pra ter sido a última. André Elias planejava se focar nos estudos e deixar os jogos.
Conforme reportagem do jornal P3, um dia, em 1996, numa busca rápida pela Internet, André Elias quis saber o que tinha acontecido com o jogo, e descobriu que o "Elifoot" continuava vivo. E foi com surpresa que descobriu que este tinha muitos adeptos no Brasil. Ele percebeu isso ao ver um jogo do campeonato brasileiro, ele viu uma faixa da torcida palmeirense com os dizeres: “Palmeiras campeão só no Elifoot”. Isso foi o impulso que André - e a franquia - precisavam. "Já que as pessoas jogam tanto, vou tentar ter algum retorno", pensou. E deste raciocínio surgiu, em 1998, a primeira versão paga, para descarregar da Internet. Esta versão alavancou o nome da franquia e o game se tornou muito popular no Brasil a partir desta atualização. Desde então o país constitui a maior comunidade de jogadores do manager, segundo o site oficial.

### Versões e Atualizações[10]
| Ano  | Título Oficial                | Também conhecido por          | Diferenciais |  |
| ---- | ----------------------------- | ----------------------------- | --- |  |
| 1987 | Versão zero para ZX Spectrum  | Elifoot                       | Com quatro divisões e jogado com até 8 treinadores, foi um o manager com multiplos jogadores. |  |
| 1990 | Elifoot I para MS-DOS         | Elifoot I                     | preto e branco. 4 divisões x 8 equipes. |  |
| 1991 | Elifoot Mundial para MS-DOS   | Elifoot I Versão 2            | Campeonato com sistema de apuramento e fase final, com equipes. MS-DOS, preto e branco. |  |
| 1992 | Elifoot II para MS-DOS        | Elifoot II 1.01               | Primeira versão a cores |  |
| 1993 | Elifoot II para MS-DOS        | Elifoot II 1.31               | Apenas atualização dos plantéis das equipes |  |
| 1994 | Elifoot Windows 1.0           | Elifoot Windows 1.0           | Primeira versão para Windows, protótipo para o que veio a ser o Elifoot 98 |  |
| 1998 | Elifoot 98                    | Elifoot 98                    | Primeira versão comercializada como shareware. Apoio ao cliente por e-mail e site na internet. |  |
| 1998 | Elifoot 98 Copa do Mundo      | Elifoot 98 Copa do Mundo      | |  |
| 1998 | Elifoot 98 Rev 1              | Elifoot 98 Rev 1              | |  |
| 2002 | Elifoot 2002                  | Elifoot 2002                  | Criação do domínio internet www.elifoot.net.. Alargamento para 4 divisões com 10 equipes. Possibilidade de registro on-line na hora. |  |
| 2004 | Elifoot 2004                  | Elifoot 2004                  | Divisão em versão STANDARD e versão PROFISSIONAL. Criação de sistema on-line especial para registro no Brasil. |  |
| 2005 | Elifoot 2005 Pro              | Elifoot 2005 Pro              | Criação do domínio www.elifootbrasil.com (dedicado ao Brasil) |  |
| 2005 | Elifoot 2005 Standard         | Elifoot 2005 Standard         | Criação do domínio www.elifootbrasil.com (dedicado ao Brasil) |  |
| 2006 | Elifoot 2006 Multi-ligas      | Elifoot 2006 Multi-ligas      | Ligas de diversos países em simultâneo e competições inter-ligas. |  |
| 2007 | Elifoot 2007 Multi-ligas      | Elifoot 2007 Multi-ligas      | Aperfeiçoamento da versão anterior e grande melhoria do interface gráfico com a introdução de skins. |  |
| 2008 | Elifoot 2008 Inter-ligas      | Elifoot 2008 Inter-ligas      | A criação do Campeonato Mundial de Técnicos Elifoot (publicado diariamente no Site Oficial na internet) permite competição com jogadores de todo o mundo, e também a nível nacional, regional, estadual ou por comunidades de amigos ou colegas. Publicação diária no Site Oficial dos melhores jogadores. Criação do Fórum Oficial do Clube de Fãs do Elifoot                                                                |  |
| 2009 | Elifoot 2009 Inter-ligas      | Elifoot 2009 Inter-ligas      | Após o sucesso do Campeonato Mundial de Técnicos, o Elifoot lança uma grande inovação definindo as posições dos jogadores em campo. Assim, em vez das quatro posições até agora usadas (guarda-redes, defesa, médio e avançado) são especificados os locais do campo preferenciais para cada jogador (lateral esquerdo, médio direito, ponta-de-lança, etc) bem como a formação da equipa em campo, além de outras melhorias. |  |
| 2010 | Elifoot 2010                  | Elifoot 2010                  | |  |
| 2011 | Elifoot 2011                  | Elifoot 2011                  | |  |
| 2012 | Elifoot 98/12                 | Elifoot 98/12                 | |  |
| 2012 | Elifoot 2012                  | Elifoot 2012                  | campeonatos estaduais e nacionais, tabelas reformuladas, personalização de camisas e escudos, copas modificadas, nova tela de jogos, melhoria da tela de tática, novo ambiente gráfico, notícias do dia, portal do jogador do Elifoot |  |
| 2012 | Elifoot Mobile 2012 (Android) | Elifoot Mobile 2012 (Android) | Primeiras versões para mobiles e smartphones |  |
| 2012 | Elifoot Mobile 2012 (iOS)     | Elifoot Mobile 2012 (iOS)     | Primeiras versões para mobiles e smartphones |  |
| 2013 | Elifoot Mobile 2013 (iOS)     | Elifoot Mobile 2013 (iOS)     | |  |
| 2014 | Elifoot 2014 Rev 3            | Elifoot 2014 Rev 3            | |  |
| 2015 | Elifoot Mobile 2015 (iOS)     | Elifoot Mobile 2015 (iOS)     | |  |

## O Jogo
No Elifoot, basicamente, o jogador é um técnico profissional de futebol que desempenha algumas funções extras: quando contratado por um time, além de decidir esquemas táticos e outras atividades típicas da profissão, ele também gerencia compras e vendas de jogadores, assentos no estádio do clube etc.
A principal forma de receita do clube, em todas as versões do jogo, vem das vendas de ingressos nos estádios, mas também pode vir de outras formas, como compra e venda de jogadores. Premiações monetárias ao final da temporada para o artilheiro do ano e para as equipes campeãs também ajudam nas finanças do seu clube.
Dependendo do sucesso da sua atuação num time, ele pode ser contratado por algum clube das divisões superiores, ou ser despedido.
Os times do Elifoot estão ranqueados num esquema de divisões nacionais, e, geralmente, a maioria das partidas são do, o que seria, o campeonato nacional. Mas também existem outras taças, copas e campeonatos. A conquista destes campeonatos, além prestigiar o técnico, aumentando suas chances de ser contratado para algum time melhor, podem ter prêmios em dinheiro e/ou maior renda nos estádios, como nos casos das taças.

## Equipe
O Elifoot é composto por membros de equipe, ou seja, uma equipe oficial. São eles:
- André Elias: Criador e fundador oficial do Elifoot.
- Daniel Policarpo: Colaborador e programação

## Cheat O’Matic
O Cheat O’Matic, ou simplesmente O’Matic é um pequeno software de cheats para adicionar dinheiro, modificar a força dos jogadores e muito mais. Ele servia para alterar atributos de diversos outros jogos, mas teve uma enorme popularização com o Elifoot. Muitos usuários baixavam o software para deixarem as suas equipes mais fortes, já que começar com um time de quarta divisão e ir subindo pode ser bem complicado e demorado.

## Premiações e honrarias
- Elifoot II - Hall of Fame - site gamingroom.net (Managers)[11]